# 卡爾森灣 (伊利沙伯女皇地)
78°0′S 78°30′W / 78.000°S 78.500°W
卡爾森灣（英語：Carlson Inlet）是南極洲的海灣，位於伊利沙伯女皇地，長160公里、寬40公里，處於弗萊徹冰隆和福勒冰隆之間的龍尼-菲爾希納冰架西南部，現時由南極條約體系管理。